# Camilla Hansén
Camilla Hansén   (29 d'abril de 1976) és una política sueca. Des del 4 de novembre de 2019 és membre del Riksdag en representació de la circumscripció del comtat d'Örebro. Es va convertir en membre de la cambra després que dimitís Jonas Eriksson.